# Поппе, Эдуард
Эдуард Поппе (нем. Eduard Poppe) — германский регбист, серебряный призёр летних Олимпийских игр 1900.
На Играх Поппе входил в сборную Германию, которая в единственном матче проиграла Франции со счётом 21:17, получив серебряные медали.